# Острова Дунай
Острова Дунай — группа островов в море Лаптевых. Расположены в северной части дельты Лены и относятся к территории Якутии. В группу входят острова: Егорша, Лепёшкалабыт-Бёлькёё, Дунай-Арыта.
Самый крупный остров Дунай-Арыта и вся группа названы по имени енисейского казака Константина Дуная.
В советское время на острове Дунай-Арыта действовала полярная станция Остров Дунай.